# ناحیه وخش
ناحیهٔ وخش (به تاجیکی: Ноҳияи Вахш) یکی از ناحیه‌های اداری ولایت ختلان است که در جنوب کشور تاجیکستان جای دارد و مرکز این ناحیه، جماعت وخش است.

## مردم
بر پایهٔ آمار سال ۲۰۰۸ میلادی، این ناحیه ۱۲۴٫۸۲۸ نفر جمعیت داشته‌است. مردم این ناحیه به زبان‌های فارسی تاجیکی و ازبکی سخن می‌گویند و پیرو مذهب حنفی می‌باشند.

## حکومت
سرور ناحیهٔ وخش، رئیس حکومت آن است که توسط رئیس جمهور تاجیکستان برگزیده می‌شود، نهاد قانونگذاری ناحیهٔ وخش، مجلس نمایندگان خلق می‌باشد که توسط رأی‌دهندگان این ناحیه برای ۵ سال انتخاب می‌شوند.

## تقسیمات
جماعت‌های این ناحیه بشرح زیر است:
| بخش‌های ناحیهٔ وخش |       |
| جماعت (بخش)      | جمعیت |
| تاجیک‌آباد        | ۲۴۱۸۱ |
| راه لنین         | ۱۶۳۲۳ |
| ینگی‌آباد         | ۹۰۲۴  |
| آق‌قَزه            | ۲۳۸۴۵ |
| مشعل             | ۳۷۱۱۱ |
| کیروف            | ۳۶۱۵  |
| وخش              | ۱۰۷۲۹ |